# Ziniaré (département)
Cet article concerne le département et la commune urbaine. Pour la ville chef-lieu, voir Ziniaré.
Ziniaré est un département et une commune urbaine de la province de l’Oubritenga, situé dans la région du Plateau-Central au Burkina Faso.

## Géographie

### Démographie
- En 2003, le département comptait 55 852 habitants estimés[2].
- En 2006, le département comptait 62 972 habitants recensés[3].
- En 2019, le département comptait 88 299 habitants recensés[1].

## Administration

### Chef-lieu et préfecture
La ville de Ziniaré est le chef-lieu du département, administrativement dirigé par un préfet nommé par le gouvernement pour représenter localement l’État burkinabé. Sous l’autorité du haut-commissaire de la province et du gouverneur de la région, il organise les services déconcentrés de l’État, il prend en charge la gestion des espaces ruraux non urbanisés qui ne sont pas encore de compétence communale, ainsi que la concertation avec les autres collectivités voisine de la province ou la région, notamment pour les infrastructures et la protection de l'environnement et de la sécurité publique. La ville est également chef-lieu de la province et de la région.
| Période | Période  | Identité | Fonction précédente | Observation |
| ------- | -------- | -------- | ------------------- | ----------- |
|         | En cours |          |                     |             |

### Mairie
| Période                                  | Période | Identité | Étiquette | Qualité |
| ---------------------------------------- | ------- | -------- | --------- | ------- |
|                                          |         |          |           |         |
| Les données manquantes sont à compléter. |         |          |           |         |

### Ville et villages
Le département et la commune urbaine de Ziniaré est administrativement composé d'une ville chef-lieu homonyme (données de population consolidées issues du recensement général de 2006) :
- Ziniaré (18 619 habitants), subdivisée en cinq secteurs urbains (totalisant 18 619 habitants) :

- Secteur 1 (3 027 habitants)
- Secteur 2 (6 834 habitants)
- Secteur 3 (2 656 habitants)
- Secteur 4 (3 094 habitants)
- Secteur 5 (3 008 habitants)

et de quarante-neuf villages ruraux (totalisant 44 353 habitants) :
- Badnogo	(520 habitants)
- Bagadogo	(1 120 habitants)
- Barkoudouba (813 habitants)
- Barkuitenga (1 736 habitants )
- Basbédo (1 104 habitants )
- Betta (1 287 habitants)
- Bissiga-Peulh (153 habitants)
- Boalin (701 habitants)
- Boulba (1 153 habitants)
- Gam-Silimimossé (818 habitants)
- Gombogo (410 habitants)
- Gombogo-Peulh (171 habitants)
- Gondogo-Tandaaga (1 005 habitants)
- Gonsé (241 habitants)
- Goulgo (1 441 habitants)
- Ipala (1 270 habitants)
- Kartenga (1 240 habitants)
- Koada-Yarcé (576 habitants)
- Koassanga (2 864 habitants)
- Kolgondiessé (496 habitants)
- Koulgandogo (388 habitants)
- Koulgando-Peulh	(235 habitants)
- Ladwenda (677 habitants)
- Laongo-Yanga (1 010 habitants)
- Matté (923 habitants)
- Moutti (1 054 habitants)
- Moyargo (860 habitants)
- Nabitenga (526 habitants)
- Nakamtenga I (887 habitants)
- Nakamtenga II (817 habitants)
- Namassa	(745 habitants)
- Napamboubou-Saalin (ou Napamboubou) (444 habitants)
- Ouagatenga  (1 568 habitants)
- Oubri-Yaoghin (1 277 habitants)
- Pilaga-Peulh (452 habitants)
- Rassempoughin (279 habitants)
- Sawana (2 200 habitants)
- Songpelcé (2 025 habitants)
- Tamassa (383 habitants)
- Tambogo-Peulh (151 habitants)
- Tamissi (997 habitants)
- Tampougtenga (892 habitants)
- Tanghin-Gombogo (843 habitants)
- Tanghin-Goudry (530 habitants)
- Tanpoko-Peulh (437 habitants)
- Taonsgo (853 habitants)
- Tibin (848 habitants)
- Ziga (2 933 habitants)